# فرودگاه فاوم‌بن‌کونیا
فرودگاه فاوم‌بن‌کونیا (به انگلیسی: Foumban Nkounja Airport) یک فرودگاه همگانی با کد یاتا FOM / KOB است که یک باند فرود آسفالت دارد و طول باند آن ۲۱۰۰ متر است. این فرودگاه در کشور کامرون قرار دارد و در ارتفاع ۱۲۰۸ متری از سطح دریا واقع شده است.